# 篠原俊晴
篠原 俊晴（しのはら としはる、1980年2月11日 - ）は、日本の元俳優、元子役。東京都世田谷区出身。成城大学卒業。

## 出演

### テレビドラマ
- 水曜ドラマスペシャル「新人類スチュワーデス二人旅2」（1987年9月2日、TBS） - 沢田雷太 役
- 電脳警察サイバーコップ 第28話「シティ空爆!ひこう船爆弾」（1989年4月26日、日本テレビ）- マモル 役
- ドラマスペシャル「ラベンダーの風吹く丘」（1989年12月2日、NHK） - ケン 役
- 家なき子（1994年、日本テレビ） - 園田公昭／滝川純 役
  - 家なき子2（1995年、日本テレビ） - 滝川純 役
- 指輪（1995年、東海テレビ） - 晃司 役
- 若葉のころ（1996年、TBS） - 最上祐人 役
- 聖者の行進（1998年、TBS） - 竹上俊輔 役
- 土曜ワイド劇場「おとり捜査官・北見志穂2」（1999年4月3日、テレビ朝日） - 斉田豊次（20年前） 役